# شنقال خالدي (مقاطعة غيلانغرب)
شنقال‌خالدي (بالفارسية: شنقال‌خالدی) هي قرية تقع في قسم ديره الريفي في إيران. يقدر عدد سكانها بـ 284 نسمة بحسب إحصاء 2016.